# レイノ・クースコスキ
レイノ・イーサッキ・クースコスキ（フィンランド語: Reino Iisakki Kuuskoski、1907年1月18日 - 1965年1月27日）は、フィンランドの政治家、法学者。
ロイマー生まれ。1953年11月17日から翌年5月5日にかけ、同国第37政権で法務大臣を、さらに1958年4月26日から8月29日まで第43政権の首相を務めた。この閣僚経験はいずれも暫定政府時代のことであった。また、最高行政裁判所長官や第7代議会オンブズマンも務め、フィンランドの都市法制において中心的役割を果たした。
| 公職                              | 公職                      | 公職                                      |
| --------------------------------- | ------------------------- | ----------------------------------------- |
| 先代 ライネルフォン・フィーアント | フィンランドの首相 1958年 | 次代 カール＝アウグスト・ファーゲルホルム |